# Tárgyeset
Egyes flektáló nyelvekben és az agglutináló nyelvekben a tárgyeset (latinul accusativus) az a nyelvtani eset, amelynek alapvető funkciója a mondat tárgyának a kifejezése.
Az accusativus terminust egyes olyan nyelvek nyelvatanaiban is használják, amely nyelvekben szabályszerűen a tárgyi funkciót betöltő szavaknak nincs különböző alakjuk attól, amellyel az alanyi funkciót töltik be, még olyan nyelvek esetében is, amelyekben gyakorlatilag nincs névszóragozás, mint amilyen az angol. Egyes nyelvészek úgy vélik, hogy a „tárgyeset” terminus csak azon nyelvek esetében indokolt, amelyekben ellenkező a helyzet. Ezek szerint a magyar nyelvre vonatkozóan teljes joggal lehet szó tárgyesetről.
A régi indoeurópai nyelvekre viszonylag nagy fokú szintetizmus jellemző, jól kifejlett névszóragozással rendelkeznek, következésképpen a tárgyesetnek is saját ragjai vannak. Leszármazottaik különbözően fejlődtek e tekintetben, egyesek nagyobb fokú analitizmus felé, mint mások. Például a szláv nyelvek többségében viszonylag gazdag a névszóragozás, a germán nyelvek többségében szegényesebb, mint az előzőkben, az angolban és a nyugati újlatin nyelvekben pedig gyakorlatilag kihalt, csupán a személyes névmás esetében maradtak fenn nyomai. A román nyelvben fennmaradt valamennyire a névszóragozás, de a személyes névmásoktól eltekintve ebben sem különbözik alakjában a tárgyi funkciót betöltő szó attól, amellyel alanyi funkcióban rendelkezik.
Azon nyelvekben, amelyekben vannak elöljárószók, a tárgyesetet ilyenekkel vagy ilyenek nélkül használják.

## A magyar nyelvben
Más nyelvektől különbözően a magyarban a tárgyesetet csaknem mindig rag fejezi ki, és csak egy ilyen rag van, a -t, amelyet az összes főnévhez és a főnévéhez hasonló használatú szóhoz hozzáadnak, legyen az melléknév, névmás vagy számnév. Szintén más nyelvekkel ellentétben csupán a jelzői funkciót betöltő melléknév nem kapja meg ezt a ragot, mivel nem egyeztetik az alaptagjával. A rag világosan elkülönül a szótőtől és az esetleg előtte használt másféle toldaléktól, miközben a flektáló nyelvekben nemcsak az esetet fejezi ki, hanem egyben a szó számát és nemét is. Az előtte álló nyelvi elem utolsó beszédhangjától függően a -t rag közvetlenül vagy a magánhangzó-harmónia szabályai szerint kiválasztott kötőmagánhangzóval adatik hozzá a szóhoz. Bizonyos szavakban okozhat változásokat az előtte álló elemekben, mint amilyenek az a → á és az e → é változások, vagy a tővégi mássalhangzó előtt lévő magánhangzó kiesése.
A magyarban a -t csak a tárgyeset ragja és a tárgyesetű szó mindig egyéb nyelvekben elöljárónak megfelelő névutó nélkül használatos. Példák:
Szeretem a süteményeket;
Csak a szőkéket kedveli;
Kisasszony, hármat adjon ebből!;
Ezt megveszem.
Állhat még tárgyesetben az ún. határozói értékű tárgy, amelyet tulajdonképpeni határozóvá lehet változtatni. Többféle jelentése lehet:
- helyhatározói: Járja a várost;
- időhatározói: Ötven évet élt;
- számhatározói: Ötöt füttyentett a rigó;
- módhatározói: Mélyet sóhajtott;
- fokhatározói: A kislány egy kicsit még ügyetlen;
- okhatározói: Mit sírsz?;
- célhatározói: „Mit integettek, vén hegyek?” (Tóth Árpád).

A -t rag elhagyható olyan szavak esetében, amelyek kifejezik a személy kategóriáját, amikor ez az első vagy a második:
- birtokos személyjeles főnév: Vedd fel a zoknid(at)!;
- személyes névmás: Látott valaki engem(et)?;
- birtokos névmás: Vidd el az enyém(et);
- visszaható névmás: Védd magad(at)!

### Torzulásai a magyar populáris kultúrában
A 2000-es évtized dereka óta publikált Napirajz webképregény-sorozat „univerzumának” legkomolyabb nyelvtani sajátossága a tárgyesetet érinti: ez az úgynevezett automatikus tárgyeset, vagyis egy olyan nyelvhasználati szokás elterjedése, melynek követői a tárgyrag -t betűjével megegyező hangzóval végződő szavakat tárgyesetben is úgy használják, mintha azokhoz nem kellene ragot (esetleg kötőhangot is) csatolni. Az automatikus tárgyeset használata idővel megjelent a Napirajz kommentelő tábora körében (ahol ma már szinte a közösség elvárásának számít), sőt az alkalmazását kiterjesztették más toldalékok és az azokkal azonosan végződő tőszavak kapcsolatára is (pl. lemegyek kenyérér’ [=kenyérért] → lemegyek kenyér’). Az utóbbi szokás azonban, nyilván a jóval szűkebb potenciális alkalmazási terület miatt nem vált elterjedtté ebben a szubkulturális közegben sem.[forrás?]

## A közép-délszláv diarendszer nyelveiben
Mint a szláv nyelvek többségében, a közép-délszláv diarendszer nyelveiben (bosnyák, horvát, montenegrói, szerb) is viszonylag fejlett a névszóragozás, és a tárgyesetet is ragok fejezik ki a főnéven, a vele egyeztetett melléknéven, a névmásokon és a számnéven. A szabályos ragok az alábbiak:
- -a – alanyeset egyes számban mássalhangzóra végződő élőket megnevező hímnemű főnevek és határozatlan (rövid alakú) velük egyeztetett melléknevek (az egyes szám birtokos esettel közös rag): jelena ’(a) szarvast’, zelèna ’zöld’;
- rövid -u – alanyeset egyes számban -a-ra végződő nő- és hímnemű főnevek, valamint velük egyeztetett határozatlan melléknevek (csak a tárgyeset ragja ebben a ragozási osztályban): ženu ’(a) nőt’, sudiju ’(a) bírót’, zelènu ’zöld’;
- hosszú -ū – határozott (hosszú alakú) melléknevek nőnemben: zèlenū ’a zöldet’;
- -og(a) vagy -eg(a) (a szótő utolsó mássalhangzójának a típusától függően) – élőt megnevező egyes szám hímnemű főnévvel egyeztetett határozott melléknevek (az egyes szám birtokos esettel közös rag): zelenog(a) ’a zöldet’, vrućēg(a) ’a forrót’;
- rövid -e – egyes szám alanyesetben mássalhangzóra végződő élőt vagy élettelent megnevező többes szám hímnevű főnevek, valamint ilyenekkel egyeztetett határozatlan melléknevek (csak a tárgyeset ragja ebben a ragozási osztályban): jelene ’(a) szarvasokat’, gradove ’(a) városokat’, zelène ’zöld’;
- hosszú -ē – határozott melléknevek többes szám hímnemben (csak a tárgyeset ragja ebben a ragozási osztályban): zèlenē ’a zöldeket’.

A névmások mindegyik típusához tartoznak a melléknevekéhez hasonló tárgyesetű alakok. Csupán a személyes névmásoknak és a visszaható névmásnak vannak a melléknevekétől különböző alakjaik is, amelyek viszont a birtokos esettel közösek, kivéve az egyes szám 3. személy nőnemű névmást. Mindegyik személyes névmásnak van hangsúlyos és hangsúlytalan alakja:
- mène, me ’engem’;
- tèbe, te ’téged’;
- njèga, ga ’őt’ (hímnem és semlegesnem);
- njū, je vagy ju ’őt’ (nőnem);
- nâs, nas ’minket’;
- vâs, vas ’titeket, magát, magukat, önt, önöket’;
- njîh, ih ’őket’;
- sèbe, se ’(saját) magát’.

A ’ki?’ és a ’mi?’ jelentésű kérdő névmások, valamint a belőlük képzett határozatlan névmások is csak ilyen használatúak, azaz nem lehetnek determinánsok, de az élőre vonatkozónak is a hímnemű melléknevekéhez hasonló tárgyesetű alakja van: koga? ’kit?’, nikoga ’senkit’, nekoga ’valakit’.
A többi kérdő névmás és a többi egyéb típusú névmás determinánsként is használható, és mindnek a melléknevekéihez hasonló alakjaik vannak tárgyesetben: mojeg(a) vagy mog brata ’a fivéremet’, naše (nn.) ’a mieinket’, ovu (nn.) ’ezt’, kojeg(a)? (hn.) ’melyiket?’, kojeg(a) ’amelyiket’.
A sorszámneveknek is a melléknevekéhez hasonló tárgyesetű alakjaik vannak: trećeg(a) (hn.), treću (nn.) ’a harmadik’.
A tőszámnevek közül csak az ’egy’-nek megfelelőnek van a melléknevekéhez hasonló tárgyesetű alakja [jednog(a) (hn.), jednu (nn.) ’egyet’]. A stotina ’száz’, hiljada vagy tisuća ’ezer’, milion vagy milijun és milijarda számnevek főnevekként kapják a tárgyeset ragját.
Akár van, akár nincs jellegzetes tárgyesetű alakja, úgy tekintik, hogy minden névszó állhat ebben az esetben.
A tárgyat, amely ennek az esetnek az alapvető funkciója, mindig elöljáró nélkül szerkesztik. Példák:
- (horvátul) Htio sam razveseliti tetku ’Fel akartam vidítani a nagynénimet’;[9]
- (szerbül) Video sam nekoga u dnu sobe ’Láttam valakit a szoba végében’;[10]
- (montenegróiul) Obućar popravlja cipele ’A cipész cipőket javít’.[11]

Ezen kívül a elöljáró nélkül használt tárgyesetnek egyéb jelentései is vannak:
- Az idő tárgyesete hasonlít az idő birtokos esetéhez, gyakran ennek mondattani szinonimája: ovu noć (T.) = ove noći (B.) ’ezen az éjszakán’.
- A mérték tárgyesete vonatkozhat például térbeli dimenzióra (visok stotinu metara ’száz méter magas’ – a számnév áll tárgyesetben) vagy időre: čekati cijelu godinu ’egész évet várni’.
- A mód tárgyesete olyan szószerkezetben található, amelyben az elöljáró nélküli tárgyesetű szó megismétlődik elöljáróval: Idu ruku pod ruku ’Karöltve mennek’ (szó szerint ’Kezet kéz alatt…’).

A tárgyeset számos elöljárós szerkezetben is jelen van, melyek különféle határozókat alkotnak. Néhány elöljáró csak a tárgyesetet követeli meg, pl. kroz ’át, keresztül’: Maglovita svjetlost prodire samo kroz jedan prozor ’A ködös fény csak egyetlen ablakon át hatol be’.
Más elöljárók a tárgyesettel és még egy esettel használatosak olyan helyhatározók kifejezésére, amelyek közül a tárgyesetű mozgás célját fejezi ki, a másik esetű pedig (locativus vagy eszközhatározói eset) cselekvés, történés vagy állapot helyét, pl. Izašli su pred kuću (tárgyeset) ’Kimentek a ház elé’ vs. Sedeli su pred kućom (eszközhatározói eset) ’A ház előtt ültek’.

## A román nyelvben
Ebben a nyelvben van névszóragozás abban az értelemben, hogy bizonyos szavaknak van más alakjuk akkor, amikor nem alanyi funkciót töltenek be, hanem egyéb funkciókat. Ilyen értelemben van birtokos eset, mely ragjai közösek a részes esetéivel, valamint megszólító eset. A román nyelv grammatikái tárgyesetet is számontartanak, bár ennek általában nincs különböző alakja az alanyesetétől. Csupán a személyes névmásoknak és a visszaható névmásnak vannak saját alakjaik ebben az esetben:
- egyes szám:
  - 1. személy: mine (hangsúlyos), mă (hangsúlytalan) ’engem’;
  - 2. személy: tine, te ’téged’;
  - 3. személy – csak hangsúlytalan alakok: îl (hím- és semlegesnem), o (nőnem) ’őt’;
- többes szám:
  - 1. személy: ne (a részes esettel közös hangsúlytalan alak) ’minket’;
  - 2. személy: vă (a részes esettel közös hangsúlytalan alak) ’titeket, magát, magukat, önt, önöket’;
  - 3. személy: îi (hn.), le (nn. és sn.) ’őket’.[16]

Az 1. és a 2. személyű hangsúlytalan alakok visszaható névmások is lehetnek. Csak 3. személyben van külön visszaható névmás: sine, se ’(saját) magát’.
A hangsúlytalan alakok a magyarban inkább a határozott igeragozás személyragjainak felelnek meg.
Tárgyi funkcióban a szót olykor elöljáró nélkül használják, máskor a pe elöljáróval. Gyakran előfordul, hogy a mondatban a tárgy kétszer van kifejezve: főnévvel vagy hangsúlyos névmással, és a neki megfelelő hangsúlytalan személyes névmással. Példák:
- pe-vel:
  - személyt és állatot megnevező tulajdonnevek: Îl văd pe Ion ’Látom Ion-t’, Îl chem pe Grivei ’Hívom Grivei-t’ (kutyanév);
  - azonosított személyeket megnevező határozott artikulusos köznevek: Îl aștept pe domnul director ’Az igazgató urat várom’;
  - névmások (egyes határozatlanokon kívül): Pe cine vezi? – Pe acesta ’Kit látsz? – Ezt’, O vrei pe asta ori pe cealaltă? ’Ezt akarod vagy a másikat?’, Pe care o iei? ’Melyiket veszed?’, pe oricine ’akárkit’, pe nimeni ’senkit’;
- elöljáró nélkül:
  - élettelent megnevező határozatlan vagy határozott köz- vagy tulajdonnevek: Citesc un articol ’Cikket olvasok’, Citesc articolul de fond ’A vezércikket olvasom’, Privesc Dunărea ’Nézem a Dunát’;
  - azonosítatlan személyeket megnevező köznevek: Caut profesori care predau așa ’Olyan tanárokat keresek, akik így adnak elő’;
  - birtokosra vonatkozó részes esetű személyes névmással szerkesztett határozott köznevek: Îi cunosc nevasta ’Ismerem a feleségét’.

A román grammatikák úgy tekintik, hogy tárgyesetű minden elöljáróval vagy elöljáró értékű szókapcsolattal ellátott olyan szó, amely alakja azonos az alanyesetű alakjával. Ezek különféle mondatrészeket fejezhetnek ki:
- névszói állítmány névszói része: Casa este de piatră ’A ház kőből van’;
- jelző: cană cu apă ’vizeskancsó’;
- szenvedő ige kiegészítője: scrisoarea trimisă de mine ’az általam küldött levél’;
- részeshatározó: Dau apă la vite ’Vizet adok a marháknak’;
- egyéb határozók: S-a apucat de săpat în grădină ’Elkezdett ásni a kertben’, S-a trezit la ora șapte ’Hét órakor ébredt fel’, Ascultă cu atenție ’Figyelmesen hallgat(ózik)’, A căzut din neatenție ’Figyelmetlensége miatt esett el’, Se făcea mare pregătire pentru ospăț ’Nagy előkészületek folytak a lakomára’.

Van még az ún. állítmány-kiegészítő, amely olykor elöljáró nélküli (Îi zic Sandu ’Sandu-nak hívják’), máskor elöljárós: Ea ar fi venit în chip de pasăre, de a bătut acuma la fereastră ’Madár képében jött volna, mivel most bekopogott az ablakon’ (Ion Creangă).